# Медведь (пьеса)
«Медве́дь» — шутка-комедия в одном действии Антона Павловича Чехова. Завершена в феврале 1888 года. Посвящена Н. Н. Соловцову.

## История создания
Над пьесой-шуткой «Медведь» А. П. Чехов работал в 1888 году. Пьеса имеет одиннадцать частей. Русский писатель, мемуарист А. С. Лазарев-Грузинский вспоминал: «…Чехов однажды, поднялся с кресла, взял со стола тоненькую тетрадку и, стоя посреди комнаты, жестикулируя, меняя голос, прочёл нам очень живую и весёлую пьеску. Это был только что законченный им „Медведь“. Читал Чехов мастерски…; всю пьеску он прочёл свободно, не задыхаясь, не спадая с голоса…» Чтение писателем пьесы, а Чехов редко читал вслух, свидетельствует о том, какое большое значение он придавал этой пьесе.
Первая постановка пьесы «Медведь» состоялась на сцене театра Корша 28 октября 1888 года. Роль помещика исполнял артист Смирнов. Роль вдовы Поповой играли попеременно артистки Н. Д. Рыбчинская и А. Я. Глама-Мещерская.
Кроме Москвы, пьесу позднее играли в Харькове, Калуге, Полтаве, Новочеркасске, Таганроге, Ревеле, Кронштадте, Томске, Киеве, Туле, Тифлисе, Казани, Ярославле, Иваново-Вознесенске, Костроме и Симбирске.
Литератор В. В. Билибин писал: «„Медведь“ и „Предложение“ завоевали всю Россию». Успех пьес Чехова помог автору улучшить материальное положение его семьи. Он шутил: «Мой „Медведь“ следовало бы назвать „Дойной коровой“».

## Публикации
Пьеса «Медведь» была впервые напечатана в 1888 году в газете «Новое время» № 4491 с заглавием «Медведь. Шутка в одном действии» и подписью «А. П.», в этом же году было напечатано литографированное издание пьесы с посвящением Н. Н. Соловцову, в 1890 году пьеса печаталась в журнале «Артист», вошла в издание А. Ф. Маркса.

## Персонажи
- Елена Ивановна Попова, вдовушка с ямочками на щеках, помещица
- Григорий Степанович Смирнов, нестарый помещик
- Лука, лакей Поповой, старик

## Сюжет
К помещице Елене Ивановне Поповой, тяжело скорбящей о смерти супруга, неожиданно приезжает хозяин соседнего поместья — отставной поручик артиллерии Григорий Степанович Смирнов. Он отчаянно нуждается в деньгах и требует немедленно вернуть долг покойного мужа Елены Ивановны. Помещица в связи с отъездом приказчика по делам просит подождать пару дней и называет гостя невоспитанным грубияном и медведем. Смирнов, которому срочно необходимо заплатить проценты по закладной, отказывается покидать дом помещицы, пока не получит долг (все остальные должники отказались платить). Получив отказ, он вызывает вдову на дуэль. Попова принимает вызов, приносит пистолеты и просит Смирнова научить её стрелять. Действия Елены Ивановны приводят помещика в восторг. Григорий Степанович показывает, как обращаться с оружием, при этом он берёт хозяйку за талию и обнимает её. Влюбившись в неё «как гимназист», он тут же признаётся ей в любви. Попова требует от Смирнова то немедленно убраться из её дома, то остаться. Наконец они сливаются в долгом поцелуе. Тут появляются Лука с топором, садовник с граблями, кучер с вилами и рабочие с дрекольем, чтобы защитить хозяйку. Опешившему Луке остаётся только произнести: «Батюшки!».

## Театральные постановки
Впервые поставлен в театре Ф. А. Корша 28 октября 1888 года. В разное время пьеса ставилась в Харькове, Калуге, Полтаве, Новочеркасске, Таганроге, Ревеле, Кронштадте, Томске, Киеве, Туле, Тифлисе, Казани, Ярославле, Иваново-Вознесенске, Костроме и Симбирске.
3 марта 1918 года находившиеся в Тобольске члены семьи Романовых осуществили любительскую постановку пьесы. Николай II так писал о ней в своем дневнике: «…Играли: Ольга, опять Мария и я. Волнений вначале представления было много, но, кажется, хорошо сошло».

## Экранизации
- 1938 — Медведь — реж.: Исидор Анненский (дебют в кино). Роль Елены Ивановны Поповой сыграла Ольга Андровская (дебют в кино), в роли Григория Степановича Смирнова снялся Михаил Жаров.
- 1938 — Медведь (The Bear) (ТВ) (Великобритания)
- 1949 — Медведь/Почтовый голубь (The Bear/The Carrier Pigeon) (ТВ) (Великобритания)
- 1950 — Медведь (The Boor), режиссёр Марк Даниелс (ТВ) (США) (телесериал Театр Нэш Эйрфлет)
- 1953 — Медведь (En bjørn), режиссёр Габриэль Аксель (Дания)
- 1954 — Медведь (The Bear), режиссёр Эрик Фоусет (ТВ) (Великобритания). В ролях: Елена Ивановна Попова — Мойра Листер
- 1954 — Свадьба (Il matrimonio), в составе фильма, режиссёр Антонио Петруччи (Италия)
- 1955 — Медведь, режиссёр Питер А. Хорн (ТВ), (ФРГ)
- 1958 — Медведь, режиссёр Артур Рамуш[порт.] (дебют в кино) (ТВ) (Португалия)
- 1959 — Медведь (Der Bär) (ТВ) (ФРГ) режиссёры Курт Хорвиц[нем.], Элизабет Керн
- 1960 — Медведь / Björnen (ТВ) (Швеция), режиссёр Ганс Абрамсон[фр.]
- 1961 — Медведь / Medved (Чехословакия), режиссёр Мартин Фрич
- 1961 — Медведь / The Boor (ТВ) (Канада)
- 1962 — Медведь / Karhu (ТВ) (Финляндия), режиссёры Эмми Юркка, Паули Виртанен[фин.]
- 1964 — Медведь / L’ours, (ТВ) (Франция), режиссёр Абдер Искер[фр.]
- 1964 — Хулиган / The Hooligan (ТВ) (США), режиссёр Льюис Майлстоун (сериал «Шоу Ричарда Буна»).
- 1964 — Медведь / Der Bär (ТВ) (ГДР), режиссёр Вольфганг Лангхофф. В ролях: Елена Ивановна Попова — Инга Келлер
- 1967 — Медведь / De beer (ТВ) (Бельгия), режиссёр Люк Филипс[нидерл.]
- 1968 — Медведь / Medve (ТВ) (Венгрия), режиссёр Отто Адам
- 1970 — Медведь / The Bear (ТВ) (Великобритания), режиссёр Рудольф Картье[англ.] (экранизации оперы по мотивам пьесы А.П.Чехоав в сериале Music on 2). В ролях: Регина Резник; Томас Хемсли[англ.]
- 1971 — Медведь / Karhu (ТВ) (Финляндия), режиссёр Мирьям Химберг[фин.]
- 1972 — «Голливудски телевизионный театр. Две пьесы Чехова» («Медведь», «Свадьба»)(ТВ сериал) (США), режиссёр Рип Торн. В ролях: Рип Торн, Джеральдин Пейцдж
- 1984 — Медведь / Björnen (ТВ) (Швеция), режиссёр Бернт Калленбо[швед.]
- 1984 — Медведь / Der Bär (ФРГ), режиссёр Дон Аскарян
- 1985 — Медведь / Medved (ТВ) (Чехословакия), режиссёр Бернт Калленбо[чеш.]. В ролях: Милош Копецкий — Григорий Степанович Смирнов; Ива Янжурова — Елена Ивановна Попова; Франтишек Филиповский — лакей Лука
- 1991 — Медведь / I arkouda (ТВ) (Греция), режиссёры Стаматис Хондрояннис, Gavriela Papaefthymiou
- 1996 — Хам / The Boor (Канада), режиссёр Йен Томпсон
- 1997 — 33 обморока / 33 omdlenia (ТВ) (Польша), режиссёр Збигнев Запасевич  (сериал «Телевизионный театр)» (по пьесам «Юбилей», «Медведь», «Предложение»)
- 2000 — Темп для трагических актёров / Speed for Thespians (США), режиссёр Кальман Эппл (по мотивам пьесы «Медведь») (номинация на премию «Оскар» за лучший короткометражный игровой фильм)
- 2003 — О любви — реж.: Сергей Соловьев.
- 2008 — Стреляй немедленно! (Россия), режиссёр Виллен Новак (по мотивам пьесы «Медведь»)
- 2010 — Медведь / The Bear (ТВ) (Великобритания), режиссёр Кристин Джернон. Эпизод сериала Короткие комедии Чехова / Chekhov Comedy Shorts, режиссёр Кристин Джернон